# 젤레나 젠슨
젤레나 젠슨(Jelena Jensen, 1981년 10월 7일 ~ )은 미국의 포르노 배우이다.